# Paul Wiles
Paul Wiles ist ein britischer Rechtswissenschaftler und Kriminologe, der 27 Jahre lang als Professor an der University of Sheffield forschte und lehrte. Zudem war er leitender wissenschaftlicher Berater im Research, Development and Statistics Directorate des Innenministeriums. 2002/03 amtierte er als Präsident der European Society of Criminology (ESC).

## Schriften (Auswahl)
- Mit Andrew Costello: The 'road to nowhere'. The evidence for travelling criminals. Research, Development and Statistics Directorate, Home Office, London 2000, ISBN 1-84082-529-4.
- Herausgegeben mit C. M. Campbell: Law and society. Barnes & Noble Books, New York 1979, ISBN 0-06-490947-6.
- Mit John Westergaard und Anne Weyman: Modern British society. A bibliography. St. Martin's Press, New York 1977, ISBN 0-312-53775-1.
- Als Herausgeber: The Sociology of crime and delinquency. The new criminologies. Barnes & Noble Books, New York 1977.
- Mit D. J. West: Research on violence. Some suggestions. University of Cambridge, Institute of Criminology, Cambridge 1974, ISBN 0-901382-10-8.